# Tour de Pologne 2022
79. ročník etapového cyklistického závodu Tour de Pologne se konal mezi 30. červencem a 5. srpnem 2022 v Polsku. Celkovým vítězem se stal Brit Ethan Hayter z týmu Ineos Grenadiers. Na druhém a třetím místě se umístili Nizozemec Thymen Arensman (Team DSM) a Španěl Pello Bilbao (Team Bahrain Victorious). Závod byl součástí UCI World Tour 2022 na úrovni 2.UWT a je dvacátým pátým závodem tohoto seriálu.

## Týmy
Závodu se zúčastnilo všech 18 UCI WorldTeamů, 4 UCI ProTeamy a 1 národní tým. Alpecin–Deceuninck a Arkéa–Samsic dostaly automatické pozvánky jako nejlepší UCI ProTeamy sezóny 2021, druhý zmiňovaný tým však svou pozvánku zamítl. Další 2 UCI ProTeamy (Team Novo Nordisk a Uno-X Pro Cycling Team) a polský národní tým pak byly vybrány organizátory závodu. Všechny týmy přijely se sedmi jezdci kromě Teamu Jumbo–Visma se šesti jezdci, celkem se tak na start postavilo 160 závodníků. Před startem čtvrté etapy ze závodu kompletně odstoupil tým Alpecin–Deceuninck kvůli pěti členům personálu, kteří byli pozitivně otestováni na covid-19. Do cíle v Krakově dojelo 127 z nich.
UCI WorldTeamy
- AG2R Citroën Team
- Astana Qazaqstan Team
- Bora–Hansgrohe
- Cofidis
- EF Education–EasyPost
- Groupama–FDJ
- Ineos Grenadiers
- Intermarché–Wanty–Gobert Matériaux
- Israel–Premier Tech
- Lotto–Soudal
- Movistar Team
- Quick-Step–Alpha Vinyl
- Team Bahrain Victorious
- Team BikeExchange–Jayco
- Team DSM
- Team Jumbo–Visma
- Trek–Segafredo
- UAE Team Emirates

UCI ProTeamy
- Alpecin–Deceuninck
- Caja Rural–Seguros RGA
- Team Novo Nordisk
- Uno-X Pro Cycling Team

Národní týmy
- Polsko

## Trasa a etapy
| Etapa         | Datum         | Trasa                                | Vzdálenost | Typ       | Typ                  | Vítěz                  |
| ------------- | ------------- | ------------------------------------ | ---------- | --------- | -------------------- | ---------------------- |
| 1             | 30. července  | Kielce – Lublin                      | 218,8 km   |           | Rovinatá etapa       | Olav Kooij (NED)       |
| 2             | 31. července  | Chełm – Zamość                       | 205,6 km   |           | Rovinatá etapa       | Gerben Thijssen (BEL)  |
| 3             | 1. srpna      | Kraśnik – Přemyšl                    | 237,9 km   |           | Středně těžká etapa  | Sergio Higuita (COL)   |
| 4             | 2. srpna      | Lesko – Sanok                        | 179,4 km   |           | Středně těžká etapa  | Pascal Ackermann (GER) |
| 5             | 3. srpna      | Łańcut – Řešov                       | 178,1 km   |           | Zvlněná etapa        | Phil Bauhaus (GER)     |
| 6             | 4. srpna      | Nowy Targ, Gronków – Bukovina Resort | 11,8 km    |           | Individuální časovka | Thymen Arensman (NED)  |
| 7             | 5. srpna      | Skawina – Krakov                     | 177,8 km   |           | Zvlněná etapa        | Arnaud Démare (FRA)    |
| Celková délka | Celková délka | Celková délka                        | 1209,4 km  | 1209,4 km | 1209,4 km            | 1209,4 km              |

## Průběžné pořadí
| Etapa          | Vítěz            | Celkové pořadí   | Bodovací soutěž | Vrchařská soutěž | Soutěž bojovnosti | Soutěž polských jezdců | Soutěž týmů       |
| -------------- | ---------------- | ---------------- | --------------- | ---------------- | ----------------- | ---------------------- | ----------------- |
| 1              | Olav Kooij       | Olav Kooij       | Olav Kooij      | Jonas Abrahamsen | Patryk Stosz      | Stanisław Aniołkowski  | AG2R Citroën Team |
| 2              | Gerben Thijssen  | Jonas Abrahamsen | Olav Kooij      | Jonas Abrahamsen | Patryk Stosz      | Stanisław Aniołkowski  | UAE Team Emirates |
| 3              | Sergio Higuita   | Sergio Higuita   | Olav Kooij      | Michel Hessmann  | Patryk Stosz      | Jakub Kaczmarek        | Ineos Grenadiers  |
| 4              | Pascal Ackermann | Sergio Higuita   | Olav Kooij      | Kamil Małecki    | Patryk Stosz      | Jakub Kaczmarek        | Ineos Grenadiers  |
| 5              | Phil Bauhaus     | Sergio Higuita   | Arnaud Démare   | Kamil Małecki    | Patryk Stosz      | Jakub Kaczmarek        | Ineos Grenadiers  |
| 6              | Thymen Arensman  | Ethan Hayter     | Arnaud Démare   | Kamil Małecki    | Patryk Stosz      | Jakub Kaczmarek        | Ineos Grenadiers  |
| 7              | Arnaud Démare    | Ethan Hayter     | Arnaud Démare   | Jarrad Drizners  | Patryk Stosz      | Jakub Kaczmarek        | Ineos Grenadiers  |
| Konečné pořadí | Konečné pořadí   | Ethan Hayter     | Arnaud Démare   | Jarrad Drizners  | Patryk Stosz      | Jakub Kaczmarek        | Ineos Grenadiers  |

- Ve 2. etapě nosil Phil Bauhaus, jenž byl druhý v bodovací soutěži, bílý dres, protože vedoucí závodník této klasifikace Olav Kooij nosil žlutý dres pro lídra celkového pořadí.
- Ve 3. etapě nosil Piotr Brożyna, jenž byl druhý ve vrchařské soutěži, puntíkovaný dres, protože vedoucí závodník této klasifikace Jonas Abrahamsen nosil žlutý dres pro lídra celkového pořadí.

## Konečné pořadí
| Legenda | Legenda                         | Legenda | Legenda                           |
| ------- | ------------------------------- | ------- | --------------------------------- |
|         | Označuje lídra celkového pořadí |         | Označuje lídra soutěže bojovnosti |
|         | Označuje lídra bodovací soutěže |         | Označuje lídra vrchařské soutěže  |

### Celkové pořadí
| Pořadí | Jezdec                    | Tým                     | Čas         |
| ------ | ------------------------- | ----------------------- | ----------- |
| 1      | Ethan Hayter (GBR)        | Ineos Grenadiers        | 28h 26' 23" |
| 2      | Thymen Arensman (NED)     | Team DSM                | + 11"       |
| 3      | Pello Bilbao (ESP)        | Team Bahrain Victorious | + 18"       |
| 4      | Matteo Sobrero (ITA)      | Team BikeExchange–Jayco | + 23"       |
| 5      | Ben Tulett (GBR)          | Ineos Grenadiers        | + 25"       |
| 6      | Rémi Cavagna (FRA)        | Quick-Step–Alpha Vinyl  | + 31"       |
| 7      | Samuele Battistella (ITA) | Astana Qazaqstan Team   | + 32"       |
| 8      | Sergio Higuita (COL)      | Bora–Hansgrohe          | + 32"       |
| 9      | Diego Ulissi (ITA)        | UAE Team Emirates       | + 45"       |
| 10     | Bruno Armirail (FRA)      | Groupama–FDJ            | + 50"       |

### Bodovací soutěž
| Pořadí | Jezdec                 | Tým                                | Čas |
| ------ | ---------------------- | ---------------------------------- | --- |
| 1      | Arnaud Démare (FRA)    | Groupama–FDJ                       | 74  |
| 2      | Olav Kooij (NED)       | Team Jumbo–Visma                   | 72  |
| 3      | Max Kanter (GER)       | Movistar Team                      | 62  |
| 4      | Phil Bauhaus (GER)     | Team Bahrain Victorious            | 57  |
| 5      | Pascal Ackermann (GER) | UAE Team Emirates                  | 51  |
| 6      | Jonathan Milan (ITA)   | Team Bahrain Victorious            | 51  |
| 7      | Gerben Thijssen (BEL)  | Intermarché–Wanty–Gobert Matériaux | 42  |
| 8      | Ethan Hayter (GBR)     | Ineos Grenadiers                   | 42  |
| 9      | Pello Bilbao (ESP)     | Team Bahrain Victorious            | 40  |
| 10     | Nikias Arndt (GER)     | Team DSM                           | 39  |

### Vrchařská soutěž
| Pořadí | Jezdec                     | Tým                                | Body |
| ------ | -------------------------- | ---------------------------------- | ---- |
| 1      | Jarrad Drizners (AUS)      | Lotto–Soudal                       | 23   |
| 2      | Alessandro De Marchi (ITA) | Israel–Premier Tech                | 16   |
| 3      | Kamil Małecki (POL)        | Lotto–Soudal                       | 15   |
| 4      | Michel Hessmann (GER)      | Team Jumbo–Visma                   | 11   |
| 5      | Syver Wærsted (NOR)        | Uno-X Pro Cycling Team             | 11   |
| 6      | Rui Oliveira (POR)         | UAE Team Emirates                  | 8    |
| 7      | Mads Würtz Schmidt (DEN)   | Israel–Premier Tech                | 7    |
| 8      | Julius Johansen (DEN)      | Intermarché–Wanty–Gobert Matériaux | 7    |
| 9      | Nans Peters (FRA)          | AG2R Citroën Team                  | 5    |
| 10     | Felix Gall (AUT)           | AG2R Citroën Team                  | 4    |

### Soutěž bojovnosti
| Pořadí | Jezdec                     | Tým                    | Čas |
| ------ | -------------------------- | ---------------------- | --- |
| 1      | Patryk Stosz (POL)         | Polsko                 | 16  |
| 2      | Edward Theuns (BEL)        | Trek–Segafredo         | 8   |
| 3      | Mads Würtz Schmidt (DEN)   | Israel–Premier Tech    | 6   |
| 4      | Alessandro De Marchi (ITA) | Israel–Premier Tech    | 6   |
| 5      | Marcin Budziński (POL)     | Polsko                 | 5   |
| 6      | Piotr Brożyna (POL)        | Polsko                 | 4   |
| 7      | Sean Quinn (USA)           | EF Education–EasyPost  | 3   |
| 8      | Nans Peters (FRA)          | AG2R Citroën Team      | 3   |
| 9      | Jarrad Drizners (AUS)      | Lotto–Soudal           | 3   |
| 10     | Syver Wærsted (NOR)        | Uno-X Pro Cycling Team | 3   |

### Soutěž týmů
| Pořadí | Tým                     | Čas         |
| ------ | ----------------------- | ----------- |
| 1      | Ineos Grenadiers        | 85h 19' 33" |
| 2      | Quick-Step–Alpha Vinyl  | + 2' 43"    |
| 3      | Team DSM                | + 2' 46"    |
| 4      | EF Education–EasyPost   | + 2' 48"    |
| 5      | Team Bahrain Victorious | + 3' 56"    |
| 6      | AG2R Citroën Team       | + 4' 20"    |
| 7      | Team BikeExchange–Jayco | + 4' 22"    |
| 8      | Astana Qazaqstan Team   | + 4' 41"    |
| 9      | Israel–Premier Tech     | + 5' 51"    |
| 10     | Movistar Team           | + 5' 56"    |